# Provincia di Huasco
La provincia di Huasco è una delle province della regione cilena di Atacama, il capoluogo è la città di Vallenar.	
La provincia è costituita da quattro comuni:
- Vallenar
- Freirina
- Huasco
- Alto del Carmen